# Gornje Dobravice
Gornje Dobravice (nemško Dobrawitz) so naselje v Občini Metlika. Nahajajo se zahodno od Metlike ter ležijo v Beli krajini in spadajo v Jugovzhodno statistično regijo.
V kraju stoji cerkev Device Marije in spada pod župnijo Podzemelj. Cerkev, ki je bila zgrajena leta 1899 na kraju nekdanje kapele, ima majhno polkrožno apsido.